# Ernesto Ramon Fajarnés
Ernesto Ramon Fajarnés   (Eivissa, 1933 - Eivissa, 15 d'octubre de 2019) va ser un tècnic turístic i cofundador de l'Escola de Turisme d'Eivissa el 1965, que va oferir als eivissencs la possibilitat d'accedir a la direcció de les empreses turístiques. En va ser professor fins que es va jubilar el 1999.
Fou director durant vint anys de l'Hotel Hacienda, i al llarg d'aquest temps el va transformar en el primer hotel de cinc estrelles d'Eivissa. Va ser president del Foment del Turisme durant quatre anys i membre del Comitè Executiu. Ha estat condecorat amb la Medalla de Plata al Mèrit Turístic, atorgada pel Ministeri d'Informació i Turisme durant la dictadura; amb la Medalla de Plata del Consell Insular d'Eivissa i Formentera, i amb la Medalla d'Or de la Ciutat d'Eivissa (Ajuntament d'Eivissa). També ha estat guardonat per l'Associació d'Escriptors de Turisme de Califòrnia i el 2006 va rebre el Premi Ramon Llull. El 2016 va rebre un dels premis de la Nit del Turisme.
És autor del llibre Historia del Turismo en Ibiza y Formentera 1900-2000.